# لويس غونزاليس (لاعب كرة قاعدة)
لويس غونزاليس (بالإسبانية: Luis Alberto González)‏ هو لاعب كرة قاعدة فنزويلي، ولد في 26 يونيو 1979 في ماراكاي في فنزويلا.

## وصلات خارجية
- لويس غونزاليس على موقع دوري كرة القاعدة الرئيسي (الإنجليزية)
- لويس غونزاليس على موقع الدوري الياباني لكرة القاعدة (الإنجليزية)
- لويس غونزاليس على موقعبيزبول رفرنس.كوم (الدوري الرئيسي) (الإنجليزية)
- لويس غونزاليس على موقعبيزبول رفرنس.كوم (الدوري الثانوي) (الإنجليزية)
- لويس غونزاليس على موقع إي إس بي إن.كوم (أم.أل.بي) (الإنجليزية)
- لويس غونزاليس على موقع مشجعي الرسوم البيانية (الإنجليزية)